# Ђаковић
Ђаковић је српскохрватско презиме. Значајни људи са овим презименом су:
- Ђуро Ђаковић (1886–1929), политичар
- Исаија Ђаковић (1635–1708), митрополит крушедолски